# Wapen van Oekraïne
Het wapen van Oekraïne (Oekraïens: Державний Герб України) werd op 26 juni 1996 vastgelegd. Sinds die dag is de Oekraïense grondwet van kracht en is het wapen krachtens artikel 20 een officieel symbool van Oekraïne. Er zijn twee versies: een kleine en een grote. Het specifieke ontwerp van het grote wapen is overigens nog niet wettelijk vastgelegd.

## Symboliek
Het klein wapen bestaat uit een blauw wapenschild met centraal daarop een gouden drietand (Oekraïens: тризуб, tryzub). De tekst van de Oekraïense Grondwet stelt dat de drietand het teken was van het Kievse Rijk onder Volodymyr van Kyiv. Het teken komt voor op zilveren munten uit die tijd, de lokale variant van de dirham, die срібник (sribnyk) wordt genoemd, naar het Oekraïense woord voor zilver: срібло (sriblo). Over de 'oorspronkelijke' betekenis van het symbool is er een groot aantal legenden. Opvallend is de overeenkomst met de drietand van Neptunus. Oekraïense schoolkinderen wordt geleerd dat men in de drietand het woord ВОЛЯ (VOLJA), Oekraïens voor "Vrijheid" kan lezen.
Het grote wapen toont het schild als centrale element, met een bewapende Zaporozje-Kozak en de Roetheense Leeuw als wapendragers. De Kozak verwijst naar de gebieden in het oosten van Oekraïne waar afbeeldingen van een dergelijke Kozak dikwijls in de heraldiek verwerkt wordt, terwijl de Roetheense Leeuw staat voor de West-Oekraïense heraldische geschiedenis.
De in beide versies dominerende kleuren blauw en geel zijn de Oekraïense nationale kleuren en vormen ook de vlag van Oekraïne.

## Geschiedenis
De status van de drietand als nationaal symbool van Oekraïne gaat terug tot het begin van de Oekraïense natievorming in de 19e eeuw. Op initiatief van historicus Mychajlo Hruschewskyj, president van de Tsentralna Rada, werd de drietand op 22 maart 1918 het symbool van de Oekraïense Volksrepubliek. Hiermee werd geprobeerd op de legitimiteit van de nieuwe staat te herleiden tot het middeleeuwse Kievse Rijk.
De Oekraïense SSR had een wapen waarin de drietand ontbrak en dat geheel in de stijl was van de socialistische heraldiek. Dit wapen werd op 14 maart 1919 in gebruik genomen en op 19 februari 1992 afgeschaft. Het staat hier rechts afgebeeld.